# Associação Desportiva Confiança
L'Associação Desportiva Confiança és un club de futbol brasiler de la ciutat d'Aracaju a l'estat de Sergipe.

## Història
L'1 de maig de 1936 es fundà l'Associação Desportiva Confiança per Joaquim Sabino Ribeiro Chaves, Epaminondas Vital i Isnard Cantalice com a equip de voleibol i basquetbol al Bairro Industrial. El 1949 disputà el seu primer partit de futbol. El 1976 jugà per primer cop al Campionat Brasiler de Primera Divisió. A més, fins a l'any 2010 ha guanyat el campionat estatal en 18 ocasions.

## Palmarès

### Futbol
- Campionat sergipano:
  - 1951, 1954, 1962, 1963, 1965, 1968, 1976, 1977, 1983, 1986, 1988, 1990, 2000, 2001, 2002, 2004, 2008, 2009
- Copa Governo do Estado de Sergipe:
  - 2003, 2005, 2008

### Futsal
- Campionat do Nordeste:
  - 2001
- Campionat Sergipano:
  - 2001